# Compagnie des chemins de fer garantis des colonies françaises

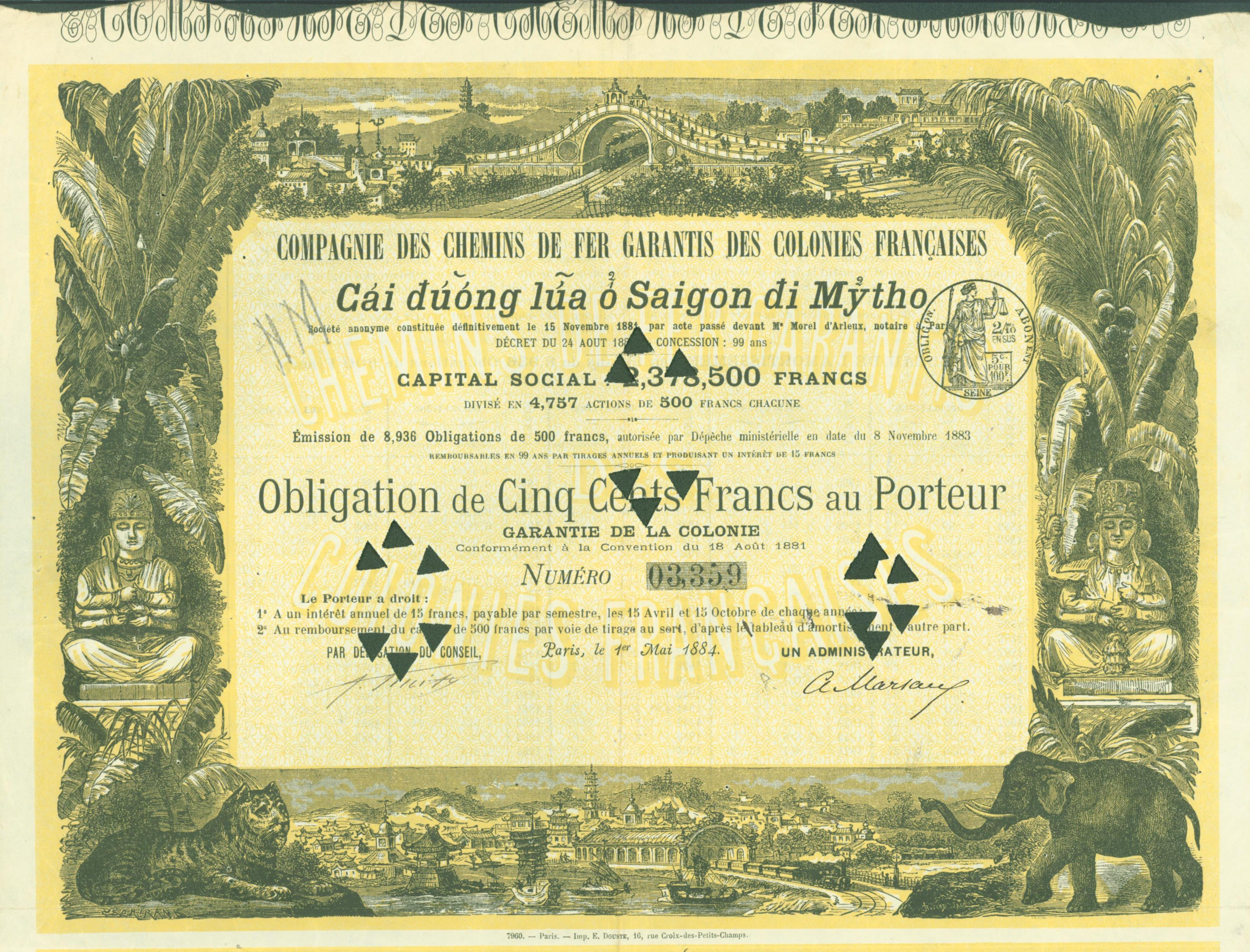
Obligation de la Compagnie des chemins de fer garantis des colonies françaises en date du 1 mai 1884.

La Compagnie des chemins de fer garantis des colonies françaises est une filiale de la société Joret et Cie qui fut créée en 1881 dans le but de construire et exploiter une ligne de chemin de fer entre Saïgon et Mỹ Tho. Elle exploite la ligne nouvellement créée entre juillet 1885 et octobre 1888, date à laquelle l'administration acte la rétrocession de la ligne à la colonie en raison du mauvais entretien prodigué par la compagnie.

## Contexte
La Cochinchine française voit officiellement le jour après ratification d'un traité avec la cour d'Annam en 1862 et de nombreux colons, en majorité bordelais, commencent à s'y installer. On songe rapidement à la mise en valeur de la nouvelle colonie, et en particulier à l'établissement d'un réseau de chemins de fer. La question mobilise les talents des nombreux fonctionnaires de la colonie. Dès 1874, l'ingénieur en chef du service des travaux publics de Cochinchine Eyraud de Vergnes suggère la création d'un chemin de fer de Saïgon à Phnom Penh via Tayning et Preveng. Le Myre de Villers, premier gouverneur civil de la Cochinchine, fait refaire des études sur le sujet. Une demande de concession de l'ensemble est déposée par J. Rueff, représentant de la Compagnie de l'Est algérien (EA).

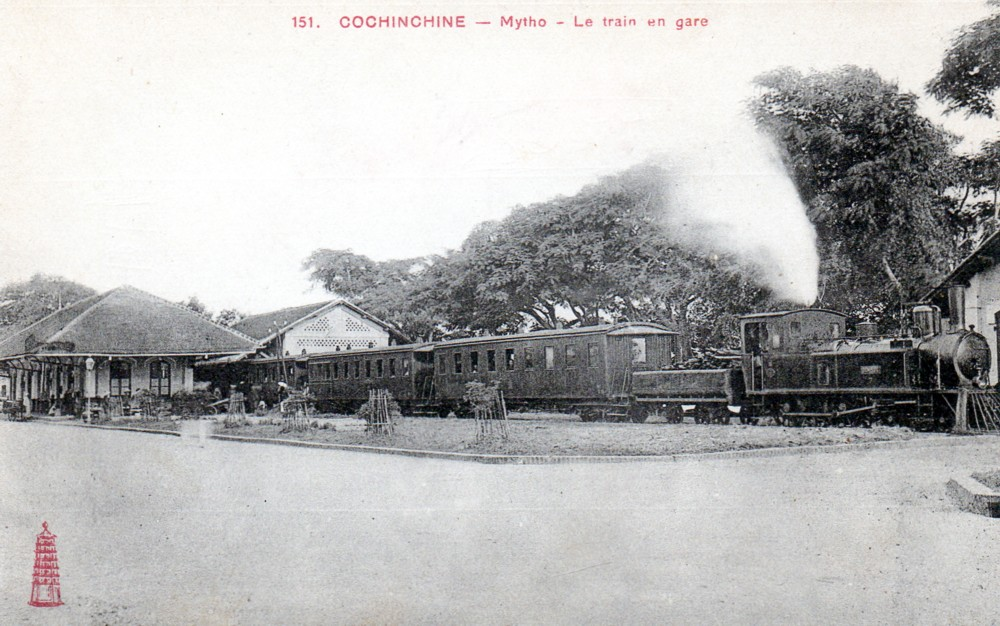
Une 220 T en gare de Mytho en 1905.

La question est enfin débattue en 1880. L'ingénieur Thevenet réalise une synthèse des projets proposés, abandonne le tracé nord, et préconise un tracé par le sud et l'ouest, via Mỹ Tho et Vinh Long, avec embranchement éventuel sur Traon. L'administration retient ce tracé et le réduit à la planification d'un chemin de fer de Saïgon à Mytho.

## À la recherche d'un concessionnaire
On pense dans un premier temps concéder la ligne à un entrepreneur privé pour une durée de 99 ans. Mais le ministère de la marine, qui préside alors aux destinées de la colonie, reste prudent. Il décide de réduire la construction de la ligne au seul tronçon Saïgon-Mỹ Tho, et de soumettre au préalable l'ensemble du projet au conseil colonial. La question est donc inscrite à l'ordre du jour de la première session du conseil, qui débute le 11 octobre 1880, mais n'est pas débattue avant le 22 novembre.
Les débats sont passionnés. Le conseiller Blancsube a une conception plutôt extensive du projet : « Tel qu'il est proposé par l'administration, le chemin de fer doit être en principe concédé jusqu'au Laos. Cette proposition me satisfait, mais néanmoins je voudrais voir insérer cette clause dans le cahier des charges, que le concessionnaire sera tenu de continuer le chemin de fer jusqu'au Tonkin et au Yunnan lorsqu'il en recevra l'ordre ». Les autres conseillers sont beaucoup plus prudents. Paul Blanchy demande un chemin de fer jusqu'à Mytho seulement, proposition qui est acceptée par neuf voix contre cinq. Pourtant, neuf conseillers se prononcent également pour un prolongement ultérieur jusqu'à Vinh Long.
Le gouverneur de la Cochinchine entre rapidement en contact avec Henri Joret, ingénieur à Paris. Une convention est établie, et approuvée par décret présidentiel du 24 avril 1881. Joret crée peu après la Compagnie des chemins de fer garantis des colonies françaises, ce qui ne fait pas l'affaire de tout le monde, et en particulier des dirigeants de la Société générale des tramways à vapeur de Cochinchine (SGTVC) : « La ligne des tramways et celle des chemins de fer de Saïgon à Mỹ Tho font double emploi de Saïgon à Cholon. Le trafic est absolument insuffisant pour faire vivre deux lignes ». Cela n'inquiète pas outre mesure Joret, qui commande dès 1882 tout le matériel fixe et la plus grande partie du matériel roulant nécessaire au fonctionnement de la ligne. « Actuellement, sans un sinistre maritime qui a englouti 1 200 tonnes de rails, des appareils de voie, et 40 wagons, tout le matériel serait rendu sur place ». À la fin du mois de septembre, Joret annonce à ses actionnaires que la ligne est terminée sur les quatre cinquièmes du parcours et qu'il est prêt à en assurer l'exploitation. Le 5 octobre 1884, la compagnie dispose en Indochine de trois locomotives, de quatre voitures de première classe ou coupés, de dix voitures de deuxième classe à frein avec compartiment postal. Fin 1884, Joret demande l'ouverture d'un premier tronçon mais essuie un refus de l'administration. C'est l'origine d'une longue polémique entre la colonie et son concessionnaire.

## Les premiers heurts entre la compagnie et la colonie
Certains travaux à la charge de la colonie sont terminés avec beaucoup de retard, ce qui suscite de nombreuses récriminations de Joret : « Jamais la colonie n'a opéré entre nos mains la remise régulière de la plate-forme du chemin de fer prévue par l'article 2 du cahier des charges... à ce jour la colonie n'a pas encore terminé les travaux d'infrastructure qu'elle avait à nous livrer, par suite d'accidents survenus à des travées mal fondées du pont de Ben Luc qui gênent considérablement nos travaux ».
La polémique rebondit lorsque le gouverneur Thomson refuse l'ouverture du tronçon de 35 kilomètres entre Ben luc et Tanan, demandée le 15 décembre 1884, prétextant qu'il n'en voit pas l'utilité. Joret retient surtout cet argument, et inonde le bureau du ministre de la marine de lettres vengeresses. Le gouverneur Thomson s'explique rapidement : « Les travaux de ces deux sections ne sont pas terminés. En effet, la rampe du pont de Binh Dien, côté Mytho, n'est pas achevée. 10 000 traverses ne remplissent pas les conditions prescrites et doivent être remplacées. Le platelage des petits ponts n'est pas fait. Un certain nombre de bâtiments devant être affectés au service de l'exploitation ne sont pas construits, et devraient être remplacés par des paillotes provisoires. Un certain nombre d'autres ne sont pas achevés. Les barrières des passages à niveau ne sont pas toutes mises en place, etc. ». Pourtant, dans une lettre du 21 mars 1885, Joret soutient que « La ligne était complètement terminée et recevable » au 15 décembre précédent. On trouve un démenti flagrant de cette affirmation dans les nombreux rapports adressés au gouverneur ou à la direction des travaux publics : « Les travaux de ballastage de la partie comprise entre Ben Luc et Tanan se continuent » (18 février 1885). « La prise d'eau de Dinh Chang n'est pas terminée ». « De nombreuses traverses sont pourries, notamment dans les 10000 provisoires ». « Toutes les déviations sont en mauvais état ». « Les passages à niveaux sont dangereux et presque impraticables ». Il reste à poser une aiguille dans la gare de Mytho. La manœuvre pour l'entrée dans la remise aux machines se fait en « posant la voie à la pince » (9 mars 1885). « La voie ferrée est en plus mauvais état que pendant la quinzaine précédente ». Mieux encore, un employé des travaux publics, déplorant le fait qu'il n'existe aucun signal sur toute l'étendue de la ligne, note le 16 avril 1885 : « Rien à signaler si ce n'est que comme dans l'autre partie, aucune courbe n'a été tracée; toutes ont été faites au jugé ».

## L'inauguration de la ligne et la déchéance du concessionnaire
L'inauguration du Saïgon - Mytho a lieu le 20 juillet 1885. Les carences dans la conception du pont de Ben Luc n'ayant pas été résolues à temps, un transbordement par bac reste nécessaire pour la traversée du rach Vaïco. Le succès est rapide. Le 10 août 1885, le général de brigade Begin peut annoncer au gouverneur que « les annamites se familiarisent avec ce mode de transport, ainsi que cela a eu lieu pour le tramway de Saïgon à Cholon, dont le succès est hors de doute ».
En mai 1886, le hiatus de Ben Luc est enfin comblé et les trains circulent sans rupture de charge de Saïgon à Mytho. Mais les services de l'exploitation, installés 7 rue d'Adran à Saïgon, ne tardent pas à susciter bon nombre de commentaires désobligeants, tout comme la ligne elle-même : « Mutilée, suspendue dans le vide pour ainsi dire, la ligne Saïgon - Mytho était non pas un vrai chemin de fer mais un tramway perfectionné, un joujou offert à la curiosité des populations indigènes ». On ne reproche pas au service de l'exploitation un mauvais entretien du matériel mais plutôt une absence totale d'entretien. Les ponts, dont certains établis à titre provisoire, sont construits en bois et donnent de nombreux signes de faiblesse. « Les ponts, notamment ceux du Vaïco et du rach Bin Dien et leurs rampes d'accès, ouvrages dont l'établissement a présenté de grandes difficultés, ont donné lieu à des mécomptes importants. Ils ont subi depuis leur achèvement des mouvements montrant qu'ils n'ont pas encore acquis une stabilité définitive ». La voie, posée à la va-vite, a une fâcheuse tendance à se déformer ce qui provoque quelques déraillements, heureusement sans gravité. Certains passages à niveau ne possèdent ni barrières ni contre-rails. Peu à peu, les relations entre la compagnie et l'administration s'aggravent : « Le service de banlieue que nous comptions établir entre Saïgon et Phu Lam n'a pas encore été autorisé par le gouvernement colonial, qui craint les réclamations de la société du tramway à vapeur de Saïgon à Cholon ». Peu satisfaite du concessionnaire, l'administration ajoute, le 14 avril 1888, un acte additionnel à la convention du 18 août 1881 prévoyant la rétrocession de la ligne à la colonie. La réplique ne se fait pas attendre. Le 17 août, le directeur de l'exploitation Smith, mandataire de la compagnie en Cochinchine, notifie aux autorités son intention de cesser l'exploitation le 1er octobre 1888. À la mi-septembre, les négociations entre le ministère de la marine et la compagnie laissent espérer une poursuite de l'exploitation jusqu'au 1er janvier 1889. Mais Smith fait la sourde-oreille, licencie le personnel (aussitôt rapatrié en France) et malgré les multiples injonctions adressées par le gouverneur, persiste dans son intention d'arrêter l'exploitation au 1er octobre, « même si la compagnie remplace le personnel subalterne ».

## La mise sous séquestre de la ligne
Il semble que les autorités n'aient pas trop compté sur la bonne foi du concessionnaire. Le 5 juin, le ministre de la marine annonce qu'il est saisi de « propositions pour l'exploitation du Saïgon - Mytho. Il est nécessaire de prévoir une adjudication ». Plusieurs demandes sont en effet formulées en ce sens, provenant d'un certain ingénieur Moreny, de Draguignan, mais aussi d'un capitaliste parisien, Cardozo. Ces candidats ne semblent pas offrir de garanties suffisantes, et on s'oriente rapidement vers une prise en régie de la ligne. Le 8 aout 1888, le ministre demande à l'administration locale si elle est en mesure de se substituer à la compagnie des chemins de fer pour tous les services d'exploitation de la ligne. Il s'interroge sur le bien-fondé de la solution initialement prévue, qui confierait à une nouvelle compagnie la traction et l'exploitation de la ligne, alors que l'entretien de la voie et des bâtiments resteraient à la charge de la colonie : « Cette combinaison n'entrainera-t-elle pas des conflits et de nouvelles difficultés ? L'économie espérée dans la transformation du système d'exploitation n'est elle pas fictive ? ». Le ministre craint surtout qu'elle ne résulte d'un défaut de remplacement des rails et d'entretien des bâtiments. En Cochinchine, le gouverneur est inquiet et ne pense pas être en mesure d'exploiter la ligne à la date prévue. « Il ne nous reste plus que quelques jours pour prendre les mesures nécessaires si le service des travaux publics doit être chargé provisoirement de l'exploitation du chemin de fer ».

## Le matériel
- Locomotives à vapeur :

| Type  | N° CCFGCF | N° SGTVC | Constructeur | Type usine | N° usine    | Année | Poids | Notes |
| 030 T | 1 à 4     | ?        | Egestorff    | ?          | 1573 à 1576 | 1883  | ?     | ?     |
| 030 T | 5 Cholon  | ?        | Egestorff    | ?          | 1866        | 1885  | ?     | ?     |

On ne sait que peu de choses sur les machines d'origine. Vite fatiguées, elles subissent déjà une première reconstruction en 1894. Elles seront remplacées sur la ligne par des machines plus modernes de type 220 T la même année.